# 馬丹
馬丹是保加利亞的城鎮，位於該國南部，距離首府斯莫梁30公里，由斯莫梁州負責管轄，海拔高度851米，受大陸性氣候影響，2009年人口6,007，居民主要信奉伊斯蘭教。

## 外部連結
- Official site of the Municipality of Madan （页面存档备份，存于）
- Pictures from Madan （页面存档备份，存于）